# Saturday Night's Main Event XXXIX
Saturday Night's Main Event XXXIX — 39-є двогодинне шоу професійного реслінгу серії Saturday Night's Main Event, організоване WWE у форматі, так званого, симулкасту. Шоу за межами США транслювалося в прямому ефірі на відеохостингу YouTube, а також на каналі NBC та платформі Peacock в Америці. В ньому брали участь реслери з основного ростеру компанії. Подія відбулася в суботу, 24 травня 2025 року (за місцевим часом), у Єнглінг-центрі, Тампа, штат Флорида, США.

## Матчі
| №                                                                                            | Результати | Умови                                                       | Час   |
| -------------------------------------------------------------------------------------------- | --- | ----------------------------------------------------------- | ----- |
| 1D                                                                                           | Зроблені в Америці (Брутус Крід та Джуліус Крід) перемогли Латинський Світовий Устрій (Круз Дель Торо й Хоакін Вайльд) | Командний матч                                              | 7:37  |
| 2                                                                                            | Сет Роллінс й Брон Брейккер (з Полом Гейманом) перемогли Сі Ем Панка та Семі Зейна утриманням опонента.                | Командний матч                                              | 13:10 |
| 3                                                                                            | Зеліна Вега (c) перемогла Челсі Грін (з Пайпер Нівен та Альбою Файр) утриманням опонентки.                             | Одиночний матч за Чемпіонство Сполучених Штатів серед жінок | 5:10  |
| 4                                                                                            | Джон Сіна переміг Ар-Труфа утриманням опонента.                                                                        | Одиночний матч                                              | 4:25  |
| 5                                                                                            | Деміан Пріст переміг Дрю МакІнтайра покинувши клітку.                                                                  | Матч у сталевій клітці                                      | 11:50 |
| 6                                                                                            | Джей Усо (c) переміг Логана Пола утриманням опонента.                                                                  | Одиночний матч за Чемпіонство світу у важкій вазі           | 9:45  |
| \| (c) \| – чемпіон(-и) на момент старту поєдинку \| \| D \| – цей матч пройшов як темний \| | |                                                             |       |
| (c)                                                                                          | – чемпіон(-и) на момент старту поєдинку                                                                                |                                                             |       |
| D                                                                                            | – цей матч пройшов як темний                                                                                           |                                                             |       |